# هاري غريفيل
هاري غريفيل (بالإنجليزية: Harri Greville)‏ هو لاعب دوري الرغبي بريطاني، ولد في 28 نوفمبر 1990 في Pontypridd ‏ في المملكة المتحدة.